# IC 462
IC 462 — галактика типу *2 (подвійна зірка) у сузір'ї Рись.
Цей об'єкт міститься в оригінальній редакції індексного каталогу.